# Céline (film 1992)
Céline è un film del 1992 diretto da Jean-Claude Brisseau.

## Trama
Trama
Céline, una giovane donna pronta a suicidarsi, viene accolta da Geneviève, un'infermiera che la calma e si prende cura di lei insegnandole tecniche di rilassamento. Céline si appassiona subito a questi esercizi e si perde nella meditazione. Ma presto si rende conto che dentro e intorno a lei stanno accadendo strani fenomeni.

riepilogo dettagliato
A 22 anni, Céline perde tutto in pochi giorni: il padre (un miliardario morto tra le sue braccia), la famiglia (apprende di essere la figlia adottiva di un dipendente di suo "padre", morto dando alla luce un lei), il suo patrimonio (delusa, rinuncia volontariamente alla sua parte di eredità) e il suo fidanzato Olivier (che in quel momento la lascia).
Lei non è più niente.
Geneviève, un'infermiera domiciliare, la scopre, prostrata e piangente in strada, sotto la pioggia. Céline viene riportata da quest'ultimo nella sua casa nel “Vieux Moulin” e tenta quasi subito il suicidio ingoiando sonniferi e gettandosi nello stagno della proprietà.
Geneviève la salva dal tentativo di annegamento, e la "madre di Céline", Madame Giraud, le offre di essere assunta per vivere al "Vieux Moulin" e prendersi cura di Céline mentre si riprende.
Geneviève, avendo vissuto lei stessa una crisi simile in seguito al divorzio qualche anno prima e vivendo sotto la minaccia di una malattia cardiaca, accetta questa proposta.
Innanzitutto propone a Céline un trattamento medico classico, a base di tranquillanti. Poi presto smette di darle le compresse, dicendole che se vuole sinceramente stare meglio, può venire da lei e chiederle aiuto.
Ciò che Céline alla fine fa: "Aiutami!", dice a Geneviève.
Con stupore di Céline, Geneviève comincia col darle una disciplina di vita, semplice ma rigorosa, alla quale lei finisce, volenti o nolenti, ad attenersi. Poi Geneviève la conduce verso il rilassamento, la meditazione e le insegna lo yoga.
Con Gérard, suo amico medico e compagno occasionale, Geneviève nota che la giovane ritrova il gusto della vita e ricomincia a lavorare. I legami amichevoli tra Geneviève e Céline si rafforzano nel tempo. Le due donne conducono una vita tranquilla, in armonia con la natura.
Tuttavia, Céline si immerge sempre più negli esercizi di meditazione, e comincia a sviluppare poteri paranormali: si dimostra capace di proiettarsi mentalmente altrove, ha delle premonizioni (evita così un incidente stradale mortale che costerà la vita a uno dei suoi amici), e si ritrova in due posti contemporaneamente per bilocazione.
Questa ascensione spirituale di Céline continua a crescere, al punto che attorno a lei si verificano fenomeni benefici, che assomigliano a miracoli, in particolare guarigioni spontanee (prima, quella benigna, di qualche piccolo graffio di bambino, fino a quella, maggiore, di un paralitico che riacquista l'uso delle gambe nelle sue vicinanze).
Tutto con grande sgomento di Geneviève, che può solo osservare la situazione, e alla quale un giorno appare una grande e minacciosa sagoma nera.
I fenomeni paranormali si amplificano ulteriormente attorno a Céline, al punto da levitare davanti a Geneviève. Ancor di più, Céline si sente irresistibilmente attratta da ciò che chiama (in mancanza di un termine migliore) "Dio", al punto da riuscire a fondersi con il divino durante le sue sessioni di meditazione.
La sua reputazione di operatrice di miracoli si diffuse presto in tutto il quartiere: la gente veniva a vederla come una santa guaritrice. Uno dei suoi visitatori afferma addirittura di aver visto Cristo al suo fianco. Quando le manifestazioni di ingenuità arrivano a tal punto che la gente fa la fila davanti a casa sua per incontrarla, Céline non ce la fa più e decide di andarsene.
Lasciando Geneviève sola e sconvolta, Céline le spiega in una lettera che ha preso gli ordini, che i fenomeni paranormali intorno a lei sono cessati e che è stata mandata, forse a vita, in missione alla frontiera cinese (e del resto che gli ha donato la proprietà). 
Geneviève diventa depressa, crolla e una sera finisce per avere un grave infarto. La grande sagoma nera, che altri non è che l'Ombra della Morte, viene a prenderla, e lei sta per morire quando Céline le appare.
Luminosa e pura, Céline scaccia l'apparizione, e infila un anello al dito di Geneviève consacrando la loro amicizia eterna (e prova della realtà oggettiva degli eventi) prima di scomparire.
Di primo mattino, Geneviève, vivissima, prende la decisione di iniziare una relazione seria con il suo amico Gérard e di aprire con lui un ufficio condiviso in casa, mentre fuori splende il sole e pulsa la natura.
E la vita va avanti.

## Casting
- Isabelle Pasco : Céline Giraud
- Lisa Heredia : Geneviève Tessier
- Danièle Lebrun : Madame Giraud, "mère" de Céline
- Daniel Tarrare : Gérard Chinon
- Damien Dutrait : Roland
- Lucien Plazanet : Lucien
- Sébastien Lenfant : Sébastien
- François Eychart : Le père de Sébastien
- Marie-Thérèse Eychart : La mère de Sébastien
- Pascale Siméon : L'infirmière
- Pascal Eychart : L'enfant au bras blessé
- Jacques Gelat : L'ami de l'accident
- Elodie Plaquet : La petite fille au chat
- François Rauscher : Olivier, le fiancé de Céline
- Yves Jeannin : Monsieur François Giraud, "père" de Céline

Ainsi que : M. et Mme. Plaquet, M. et Mme. Haas, M. et Mme. Disant, M. Rayer, Mme. Herby, M. et Mme. Houdrichon, Mme. Dessagnat, Laure Vaultier, et Liza Gabaston